# Erica pleiotricha
Erica pleiotricha là một loài thực vật có hoa trong họ Thạch nam. Loài này được S.Moore mô tả khoa học đầu tiên năm 1911.